# ترادف مجازي
الترادف المجازي [pseudo-synonymy] هو حالة المترادفات المجازية وهي الألفاظ المتباينة —أي غير المترادفة— التي اعتبرت مترادفة واستعملت بمعنى واحد.

## أمثلة
- إمبريالية — كلونيالية[4]